# Лавант (Тіроль)
Лавант (нім. Lavant) — містечко й громада округу Лієнц в землі Тіроль, Австрія.
Лавант лежить на висоті  675 над рівнем моря і займає площу  22,54 км². Громада налічує 298 мешканців. 
Густота населення 13/км².  
Округ Лієнц, до якого належить Лавант, називається також Східним Тіролем. Від основної частини землі, 
Західного Тіролю, його відділяє смуга Південного Тіролю, що належить Італії. 
|                                 |
| Лавант на мапі округу та землі. |

 Адреса управління громади: Lavant 61, 9906 Lavant (Tirol).

## Виноски
1. ↑  Dauersiedlungsraum der Gemeinden Politischen Bezirke und Bundesländer - Gebietsstand 1.1.2018 — Статистичне управління Австрії.
2. ↑  https://www.statistik.at/blickgem/blick1/g70714.pdf
3. ↑  www.gemeindelavant.at. Архів оригіналу за 27 квітня 2013. Процитовано 23 червня 2022.